# Electroforesi bidimensional

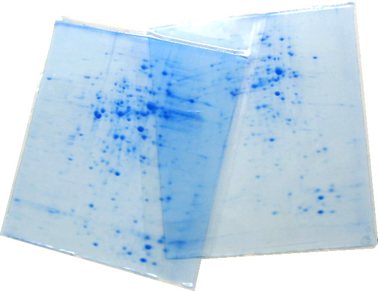
Electroforesi en dues dimensions. Poden observar-se les taques del reactiu indicador Blau brillant de Coomassie.

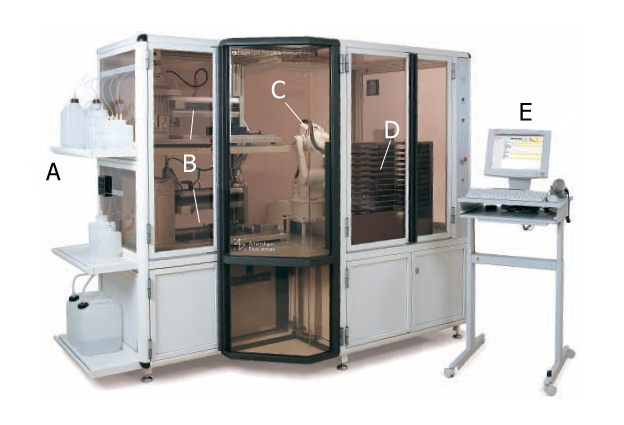
Robots utilitzats per a electroforesi 2D en moderns laboratoris.

L'electroforesi en gel bidimensional, abreujat com a electroforesi en 2D, és una forma d'electroforesi en gel generalment utilitzada per analitzar proteïnes.
Les mescles de proteïnes són separades per diferents propietats i en dues dimensions en aquests gels 2D. La tècnica va ser introduïda per primera vegada de forma independent per O'Farrell i Klose en 1975.

## Base de la separació
El procés comença amb electroforesi en una dimensió, però a continuació, separa les molècules en una direcció de 90 graus respecte a la primera. En l'electroforesi d'una sola dimensió, les proteïnes se separen en una dimensió, de manera que totes les molècules es troben al llarg d'un carril. A causa que és poc probable que dues molècules siguin similars en dues propietats diferents, aquestes se separen més eficaçment amb electroforesis en 2D que en l'electroforesi en 1D.
Les dues dimensions en què les proteïnes s'obtenen per aquesta tècnica, aprofiten propietats com són el punt isoelèctric, la massa de les proteïnes complexes i l'estat de la proteïna.
El procés per separar les proteïnes per punt isoelèctric es diu isoelectroenfocament. En aquesta tècnica, un gradient de pH s'aplica a un gel i un potencial elèctric s'addiciona a través d'aquest, fent que un extrem sigui més positiu que l'altre. Si aquests extrems tenen càrrega positiva, s'acoblaran cap a l'extrem més negatiu del gel i si es troben carregats negativament se situaran en l'extrem més positiu. Les proteïnes aplicades en la primera dimensió es mouran al llarg del gel i s'acumularan al punt isoelèctric; és a dir, el punt en el qual la càrrega global en la proteïna és zero.
Per a l'anàlisi del funcionament de les proteïnes en una cèl·lula, el coneixement de la seva cooperació és essencial. Molt sovint les proteïnes actuen juntes en complexos per ser completament funcionals. L'anàlisi d'aquesta sub-organització de la cèl·lula requereix tècniques de conservació de l'estat natural del complex de proteïna.
En l'electroforesi en gel de poliacrilamida, les proteïnes romanen en el seu estat natiu i se separen en el camp elèctric en funció de la seva massa i la massa dels seus complexos, respectivament.
Per obtenir una separació per grandària i no per la càrrega neta, com en el isoelectroenfocament, una càrrega addicional es transfereix a les proteïnes mitjançant l'ús de Blau Brillant de Coomassie o dodecil sulfat de liti. Després de la finalització de la primera dimensió, els complexos són destruïts per l'aplicació d'un agent desnaturalizant en la segona dimensió, on les proteïnes dels complexos se separen per la seva massa.
Previ a això, se'ls tracta amb SDS, juntament amb altres reactius. Això desnaturalitza les proteïnes, és a dir, es despleguen en molècules llargues i rectes i s'uneixen a un nombre de molècules de SDS més o menys proporcional a la longitud de la proteïna.
Atès que les molècules de SDS estan carregades negativament, el resultat d'això és que totes les proteïnes tindran aproximadament la mateixa proporció de massa-carrega entre si. A més, aquestes no migren quan no tenen càrrega (resultat de l'etapa d'enfocament isoelèctric), per tant, el recobriment de la proteïna en SDS (carregat negativament) permet la migració de les proteïnes en la segona dimensió.
En la segona dimensió, un potencial elèctric s'aplica novament, però en un angle de 90 graus des del primer camp. Les proteïnes se sentiran atretes pel costat més positiu del gel DSSS, perquè està carregat negativament en proporció a la seva relació massa-carrega.
La migració de les proteïnes en el mateix gel serà restringida per les forces de fricció. Per tant, el gel actua com un tamís molecular quan s'aplica el corrent, estimant la separació de les proteïnes sobre la base de la seva massa molecular. D'aquesta manera, les proteïnes més grans es mantenen més altes en el gel i les proteïnes més petites són capaces de passar a través del tamís i arribar a les regions inferiors del gel.

## Proteïnes de detecció
El resultat d'això és un gel amb les proteïnes separades cap a fora sobre la seva superfície. Aquestes proteïnes poden llavors ser detectades per una varietat de mitjans, si bé el reactiu indicador que generalment s'utilitza és el de plata i Blau brillant de Coomassie.
En el primer cas, un col·loide de plata s'aplica al gel, el qual s'uneix a grups de cisteïna en la proteïna, i la plata s'enfosqueix per exposició a la llum ultraviolada.
Aquesta mesura només pot donar quantitats aproximades, però és adequada per a la majoria dels propòsits. La tinció amb plata és 100 vegades més sensible que la que es realitza amb Blau Brillant de Coomassie amb un rang 40 vegades major en linialitat.
Altres molècules diferents de les proteïnes es poden separar per electroforesis bidimensional: en determinats assajos, l'ADN en espiral se separa en la primera dimensió i és desnaturalitzat per un intercalador d'ADN, tal com bromur d'etidi o la cloroquina, que és menys cancerígena.

## Programari d'anàlisi per a gel en dues dimensions

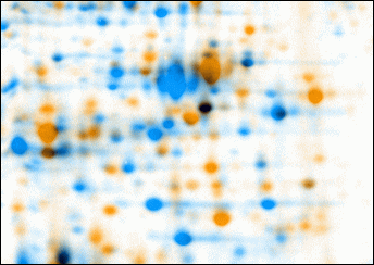
Imatge de gels en 2D Delta2D.Es poden veure les taques diferenciades en color blau i taronja. A causa de les notòries diferències, les taques no se superposen

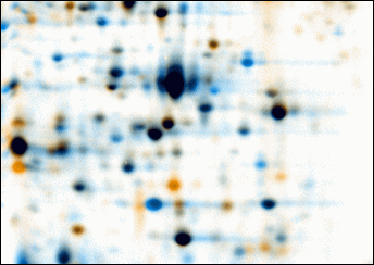
Imatges de dos gels d'electroforesis 2D després de la deformació. Les taques comunes són de color negre, les de color taronja només estan presents en la primera imatge; les blaves es visualitzen en la segona.

En estudis quantitatius, existeixen eines que analitzen principalment biomarcadors mitjançant la quantificació de proteïnes individuals, i que mostren la separació entre una o més proteïnes en una imatge escanejada d'un gel en dues dimensions.
A més, aquestes eines possibiliten visualitzar els punts entre els gels de mostres similars, per exemple, es poden detectar diferències entre proteïnes en etapes primerenques i avançades d'una malaltia.
Els paquets de programari inclouen BioNumerics 2D, Delta2D, ImageMaster, Melanie, PDQuest, progénesis i REDFIN, entre d'altres.
Si bé aquesta tecnologia és utilitzada àmpliament, no s'ha perfeccionat massa. Per exemple, mentre PDQuest i progénesis tendeixen a posar-se d'acord sobre la quantificació i l'anàlisi de taques de proteïnes definides i ben separades, ofereixen diferents resultats i tendències d'anàlisis amb menys punts separats i definits.
Algunes funcions de reparació de l'anàlisi basada en programari automàtic inclouen:
- Taques incompletament separades (superposades), menys definides i/o separades. or.[4][5]

- Punts febles, ("punts fantasmes").
- Diferències en el corriment del gel, com el cas en què la proteïna migra a diferents posicions en diferents gels.
- Llocs no detectats.[6][7]
- Punts no coincidents.
- Errors en la quantificació (diversos llocs diferents poden detectar-se erròniament com un sol punt pel programari, i també, parts d'un lloc poden ser exclosos de la quantificació).
- Diferències en els algorismes del programari i, per tant, en les tendències d'anàlisis.